# Pugacioff (fumetto)
Pugaciòff è un personaggio immaginario umoristico ideato nel 1959 da Giorgio Rebuffi, inserito inizialmente come comprimario nelle storie di Cucciolo e Beppe, pubblicate dalle Edizioni Alpe; divenne poi uno dei personaggi principali delle serie a fumetti dell'editore.

## Personaggio
All'inizio, e per diverso tempo, è caratterizzato come un lupo vero e proprio che si esprime solo attraverso la rappresentazione dei propri pensieri, preso come cane da guardia da Cucciolo e Beppe, ai quali era stato fatto conoscere da Ivan Ilià, un cosacco del Don. In seguito assumerà le fattezze di un animale antropomorfo (come fecero anche per Cucciolo e Beppe), acquisendo la postura eretta umanizzata e la capacità di parlare, esprimendosi con un russo maccheronico. È un sovversivo sempre affamato, con un particolare fissazione per il malvagio e corpulento Bombarda. Il nome ricorda quello di un rivoluzionario cosacco, Emel'jan Ivanovič Pugačëv, a cui forse Rebuffi si è ispirato.

## Storia editoriale
Il personaggio esordì nelle storia "Il lupo della steppa" pubblicata su Cucciolo n.10 del 1959; verrà presentato a Cucciolo e Beppe, che lo "adotteranno" come cane da guardia, da un buffo ometto, cosacco del Don, chiamato Ivan Ilià.
Tra il 1959 e il 1970 vennero pubblicate un centinaio di storie sull'albo "Cucciolo" e sugli "Almanacchi e Strenne di Cucciolo", pubblicati da Edizioni Alpe.
In seguito alla chiusura della casa editrice, a metà anni ottanta, altre storie vedranno la luce, per conto della Vittorio Pavesio Production, sul Tiramolla di Fratelli Vallardi Editore ed altri.
Nell'agosto 2021 la casa editrice Sbam! Comics ha pubblicato il volume "Pugacioff – Il luposki della steppaff", un'antologia delle avventure del lupo Pugacioff pubblicate negli anni '60 e '70.